# Officine Kirov
Le Officine Kirov (in russo Кировский завод?, Kirovskij zavod) sono un grande complesso industriale russo situato a San Pietroburgo le cui attività riguardano prevalentemente la meccanica pesante e la costruzione di macchinari, attrezzature industriali, autoveicoli e macchine agricole. È uno dei più importanti centri dell'industria pesante della Russia.
Le sue origini risalgono al periodo dell'Impero zarista quando furono fondate a San Pietroburgo nel 1801; nel 1868 ricevettero la denominazione di Officine Putilov (in russo Путиловский завод?, Putilovskij zavod) dal nome del funzionario e industriale zarista Nikolaj Ivanovič Putilov. Gli impianti delle officine Putilov si svilupparono costantemente negli anni e divennero il più importante complesso industriale della Russia zarista e uno dei più grandi d'Europa, impegnati nella costruzione di macchinari e soprattutto di cannoni e armamenti per l'Esercito imperiale russo.
La gigantesca fabbrica, dove erano impiegati migliaia di lavoratori, divenne un centro di aggregazione delle proteste rivoluzionarie operaie; le manifestazioni in massa degli operai delle officine Putilov innescarono la Rivoluzione del 1905 e la Rivoluzione di febbraio del 1917 che provocò la caduta dello zarismo. Durante la Rivoluzione d'ottobre le componenti massimaliste all'interno della classe operaia delle officine Putilov diedero un importante contributo alla vittoria bolscevica.
Dopo la vittoria rivoluzionaria nel 1922 vennero ridenominate Officine Rosse Putilov (in russo Завод «Красный Путиловец»?, Zavod "Krasnoij Putilovec"), mentre nel 1934 ricevettero la denominazione di Officine Kirov (in russo Кировский завод?, Kirovskij zavod) in onore del dirigente comunista Sergej Mironovič Kirov, ucciso in un attentato da un militante comunista anti-staliniano. Durante la seconda guerra mondiale, la fabbrica divenne inizialmente il principale centro per la produzione di carri armati pesanti per l'Armata Rossa, prima di essere evacuata nell'autunno 1941, a causa della minacciosa avanzata tedesca verso Leningrado, negli Urali, a Čeljabinsk, dove entrò a far parte del famoso complesso industriale Tankograd che produsse fino alla fine della guerra una parte rilevante dei mezzi corazzati sovietici.

## Storia

### Le officine Putilov fino alla prima guerra mondiale
La fabbrica originaria fu costruita a San Pietroburgo sulla base del decreto imperiale dello zar Paolo I del 28 febbraio 1801 per la costruzione di attrezzature e munizioni d'artiglieria destinate al vicino arsenale navale di Kronštadt; la prima palla di cannone venne completata il 3 aprile 1801 che venne considerato la data simbolica dell'inizio dell'attività delle officine. A partire dal 1812 le attività della fabbrica non si limitarono alla produzione di materiali e munizioni per la marina ma si estesero e venne attivata la costruzione di componenti per macchinari e di motori. Un disastro naturale alluvionale nel novembre 1824 tuttavia provocò gravi danni agli impianti e rallentò la crescita della fabbrica. Nonostante queste difficoltà nel corso degli anni l'attività della fabbrica riprese e nel 1844 si iniziò la produzione di rotaie per ferrovia. 

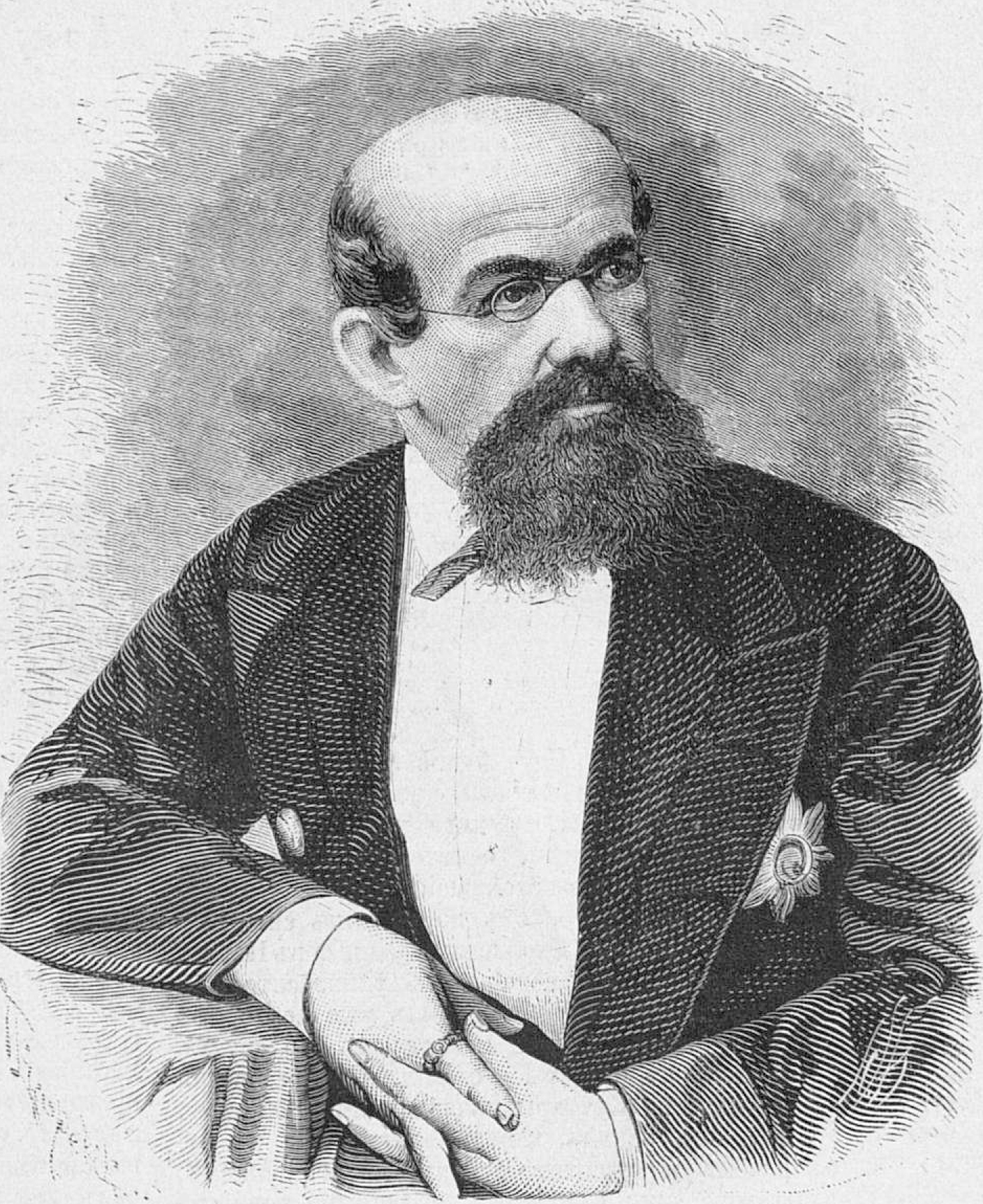
L'industriale russo Nikolaj Ivanovič Putilov.

La fase decisiva dello sviluppo degli impianti ebbe inizio però nel 1868 con l'assunzione della direzione da parte dell'ingegnere e imprenditore zarista Nikolaj Ivanovič Putilov che tenne la direzione fino al 1880 della fabbrica che divennero le "Officine Putilov"; l'industriale russo in dodici anni riuscì a trasformare la fabbrica in una moderno complesso manifatturiero con un'ampia varietà di attività industriali. Putilov sviluppò grandemente le attività installando i moderni forni Siemens Martin e laminatoi per la produzione dell'acciaio e iniziando la costruzioni di vagoni per treni. Nel 1874 venne costituita ufficialmente la "società officine Putilov"; venne potenziata la produzione di cannoni, munizioni, torrette per navi da guerra, strutture in metallo, acciaio di alta qualità. Le officine inoltre si arricchirono di edifici per migliorare le condizioni di vita degli operai; furono quindi aperti un ospedale, luoghi di ristoro per i lavoratori, sale di lettura, parchi e un teatro.
Anche dopo il ritiro di Putilov le officine continuarono la loro espansione in connessione con lo sviluppo industriale e la modernizzazione dell'Impero russo. Nel 1880 iniziò la fabbricazione di cacciatorpediniere e di cannoni navali; nel 1894 venne costruita la prima locomotiva a vapore. 

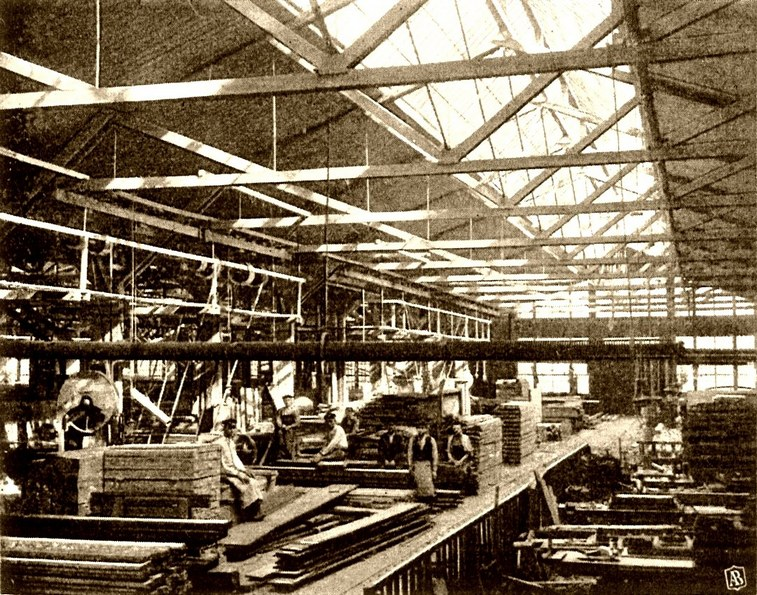
Un'area delle officine Putilov nel 1902.

All'inizio del 1900 le officine Putilov, che impiegavano già migliaia di operai negli stabilimenti, erano la più grande impresa metallurgia e metalmeccanica della Russia e una delle più importanti d'Europa; alla pari con le fabbriche Schneider-Creusot francesi e Škoda austro-ungariche; inferiore nelle costruzioni di macchinari pesanti e armamenti solo alle industrie Krupp in Germania e Armstrong Withworth in Gran Bretagna. I piani di potenziamento dell'Esercito imperiale Russo prevedevano un grandioso programma di armamenti e le officine Putilov costruirono gran parte dei nuovi materiali, tra cui il moderno cannone campale da 76,2 mm e il cannone da 107 mm sviluppato in collaborazione con la francese Schneider-Creusot.
Gli operai delle officine Putilov erano in continuo aumento e avrebbero presto dimostrato la loro combattività e la loro forte componente rivendicativo-agitatoria. Nel gennaio 1905 i lavoratori della fabbrica iniziarono uno sciopero a causa del licenziamento di quattro operai ritenuto ingiusto; le autorità delle officine Putilov, guidate dal direttore Smirnov, rifiutarono di venire incontro alle richieste degli operai che quindi, organizzati insieme alle maestranze delle altre fabbriche della capitale nella "Assemblea dei lavoratori russi di fabbrica di San Pietroburgo", si diressero in massa il 9 gennaio 1905, guidati dal sacerdote ortodosso Georgij Gapon, verso il Palazzo d'Inverno per presentare una loro petizione allo zar. La violenta reazione delle unità dell'esercito avrebbe provocato la cosiddetta "Domenica di sangue", dando inizio ai complessi e drammatici eventi della Rivoluzione del 1905.
Dopo la stabilizzazione politico-sociale favorita da una serie di riforme adottate dai dirigenti dell'Impero, la situazione economica russa migliorò; nel 1910 le officine Putilov estesero ulteriormente le loro attività sviluppando le costruzioni navali in connessione con i vasti programmi di potenziamento militare attivati dal governo imperiale. Nel 1911 le Putilov costruirono quindi il cacciatorpediniere "Novik", prima unità di una nuova classe di navi tra le più moderne del mondo per le caratteristiche tecniche e le qualità nautiche. Per incrementare le capacità nelle costruzioni navali nel 1912 le officine Putilov costruirono un nuovo impianto cantieristico a San Pietroburgo, i "cantieri Putilov" che vennero denominati "Severnaja Verf".

### Le officine Putilov nella prima guerra mondiale e nella Rivoluzione
Alla vigilia della prima guerra mondiale le officine Putilov costituivano un grande complesso metalmeccanico impegnato nella costruzione di locomotive, artiglierie, munizioni, navi e grandi motori a turbina. Con lo scoppio della guerra europea gli impianti vennero ulteriormente potenziati, migliaia di nuovi operai vennero impiegati nella produzione intensiva di armamenti per l'Esercito imperiale russo, impegnato in una durissima lotta di logoramento sul fronte orientale. La produzione di cannoni e munizioni incrementò continuamente per far fronte alle enormi esigenze della guerra; nel 1916 vennero anche costruite negli stabilimenti di Pietrogrado le autoblindo Austin-Putilov, originate dalla collaborazione con l'industria britannica Austin, e Garford-Putilov derivate dagli autocarri americani della Garford Truck.

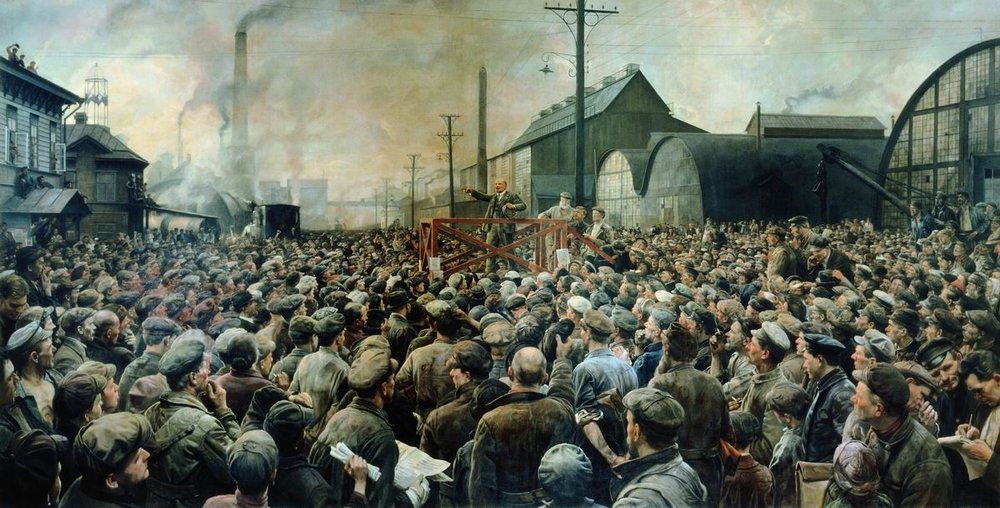
Comizio di Lenin agli operai delle officine Putilov nel maggio 1917.

Nel febbraio del 1917 nelle officine Putilov lavoravano oltre 36.000 operai ma la situazione complessiva dell'Impero si stava continuamente aggravando e le condizioni economiche nelle città peggioravano; a causa della carenza di materie prime gli stabilimenti dovettero sospendere la produzione e ci furono le prime agitazioni degli operai della fabbrica. Il 23 febbraio 1917 i lavoratori delle officine Putilov manifestarono in massa a Pietrogrado insieme a gruppi di donne esasperate dai razionamenti nei negozi; i manifestanti richiedevano la fine della guerra e delle pesanti restrizioni economiche; ci furono i primi scontri con la polizia e i reparti militari. Le proteste si estesero incontrollabili nei giorni seguenti assumendo un carattere insurrezionale e dando inizio alla Rivoluzione di febbraio che provocò l'abdicazione di Nicola II e la caduta dello zarismo.
Gli operai delle officine Putilov furono protagonisti di una forte azione agitatoria anche durante il turbolento periodo del Governo provvisorio; il partito bolscevico riuscì a consolidare una forte presenza nella fabbrica; Lenin parlò ai lavoratori delle officine nel maggio 1917. Dopo il successo della Rivoluzione d'ottobre e la presa del potere dei bolscevichi, gli operai delle officine appoggiarono il nuovo regime e sostennero il governo bolscevico a Pietrogrado. Durante la sanguinosa Guerra civile oltre 10.000 lavoratori delle Putilov si arruolarono e combatterono nelle formazioni "rosse" contribuendo alla vittoria bolscevica. In riconoscimento del suo ruolo rivoluzionario nel 1922 la fabbrica prese il nome di "officine rosse Putilov" (in russo Красный Путиловец Завод?, Krasnoij Putilovec Zavod).

### Le officine Kirov fino alla seconda guerra mondiale
Durante il periodo successivo alla Guerra civile di consolidamento dell'Unione Sovietica, molte migliaia di operai della fabbrica vennero inviati nelle campagne durante la collettivizzazione per attivare i piani per la costituzione delle comuni agricole; la fabbrica leningradese continuò contemporaneamente a potenziare i suoi impianti e accrescere le produzioni secondo gli ambiziosi programmi del governo sovietico. Nel 1924 le officine Putilov "rosse" iniziarono a produrre i primi trattori sovietici tipo "Fordson Putilovets"; dopo le prove costruttive, la fabbrica si dedicò alla produzione di massa ed entro il 1941 uscirono dalle officine oltre 200.000 trattori "Fordson Putilovets"; dal 1934 vennero inoltre prodotti anche modelli "Universal".

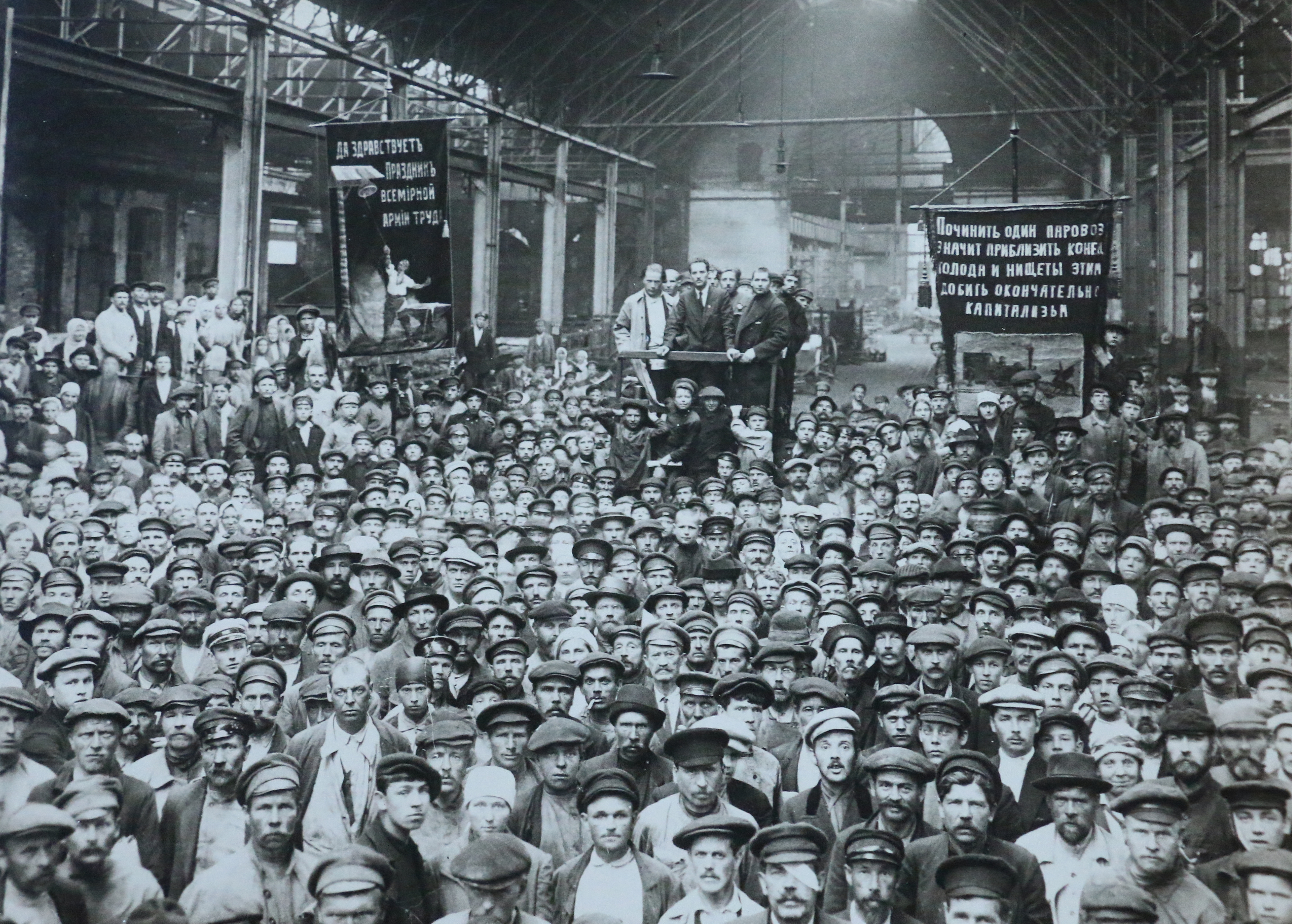
Lavoratori delle "officine Putilov Rosse" nel 1920.

Fino all'inizio della Grande guerra patriottica, le officine produssero, oltre ai trattori, locomotive e vagoni ferroviari, motori per macchine agricole, prodotti siderurgici e metallurgici speciali, macchinari pesanti, pannelli metallici per la costruzione della metropolitana di Mosca; armamenti come pezzi d'artiglieria e carri armati modello T-28. Inoltre fin dal 1920 era iniziata anche la produzione di tram forniti alla città di Leningrado ed anche ad altri centri urbani dell'Unione Sovietica. Alla fine del 1934 le "Putilov rosse" divennero le "Officine Kirov" (in russo Кировский завод?, Kirovskij Zavod) in onore del dirigente comunista Sergej Mironovič Kirov, ucciso in un attentato a Leningrado il 1 dicembre 1934, verosimilmente da un militante comunista anti-staliniano; da quel momento, questa rimase la denominazione ufficiale dello stabilimento metalmeccanico leningradese che era ancora il più grande complesso industriale dell'Unione Sovietica.
Nella seconda metà degli anni 30, in connessione con l'aggravarsi della tensione internazionale, le officine Kirov potenziarono la loro attività di progettazione e produzione per il complesso militare-industriale sovietico; a partire dal 1937 venne attivato un nuovo centro di progettazione per mezzi corazzati, il SKB-2, che sotto la direzione di Žozef Akovlevič Kotin, iniziò lo studio di nuovi carri armati pesanti per l'Armata Rossa. Nel maggio 1938 vennero completati i prototipi del carro pesante KV-1 che venne equipaggiato con il nuovo cannone da 76,2 mm L-11 progettato dal centro SKB-4 sempre della Kirovskij Zavod; dopo la decisione formale della dirigenza sovietica del 19 dicembre 1939, le officine ricevettero la disposizione di iniziare nel 1940 la produzione in massa del KV-1.
Mentre la produzione in serie si sviluppava lentamente nel 1940 e nella prima metà del 1941, le officine Kirov progettarono e realizzarono anche un carro armato ancor più pesante, il KV-2, equipaggiato con un cannone-obice da 152 mm, che venne immesso in servizio in piccole quantità. Alla vigilia dell'entrata in guerra dell'unione Sovietica, l'ufficio di progettazione dello stabilimento leningradese stava studiando altri progetti di carri armati avanzati armati con cannoni più pesanti, ma l'improvviso e disastroso inizio della guerra sul Fronte orientale cambiò radicalmente tutti i programmi dello stato sovietico.

### Nella Grande Guerra Patriottica
La travolgente offensiva iniziale della Wehrmacht nell'estate 1941 ebbe conseguenze catastrofiche per l'Unione Sovietica e provocò l'immediata perdita di gran parte dei centri produttivi delle regioni occidentali; fin dal luglio 1941 anche Leningrado sembrò minacciata dall'avanzata nemica e i dirigenti sovietici studiarono subito i piani per salvare le grandi fabbriche cittadine del complesso militare-industriale. Le officine Kirov con le loro linee produttive dei carri pesanti KV-1 e KV-2 erano un centro strategico della massima importanza e subirono i primi attacchi aerei tedeschi il 10 settembre 1941 che bloccarono temporaneamente l'attività della fabbrica.

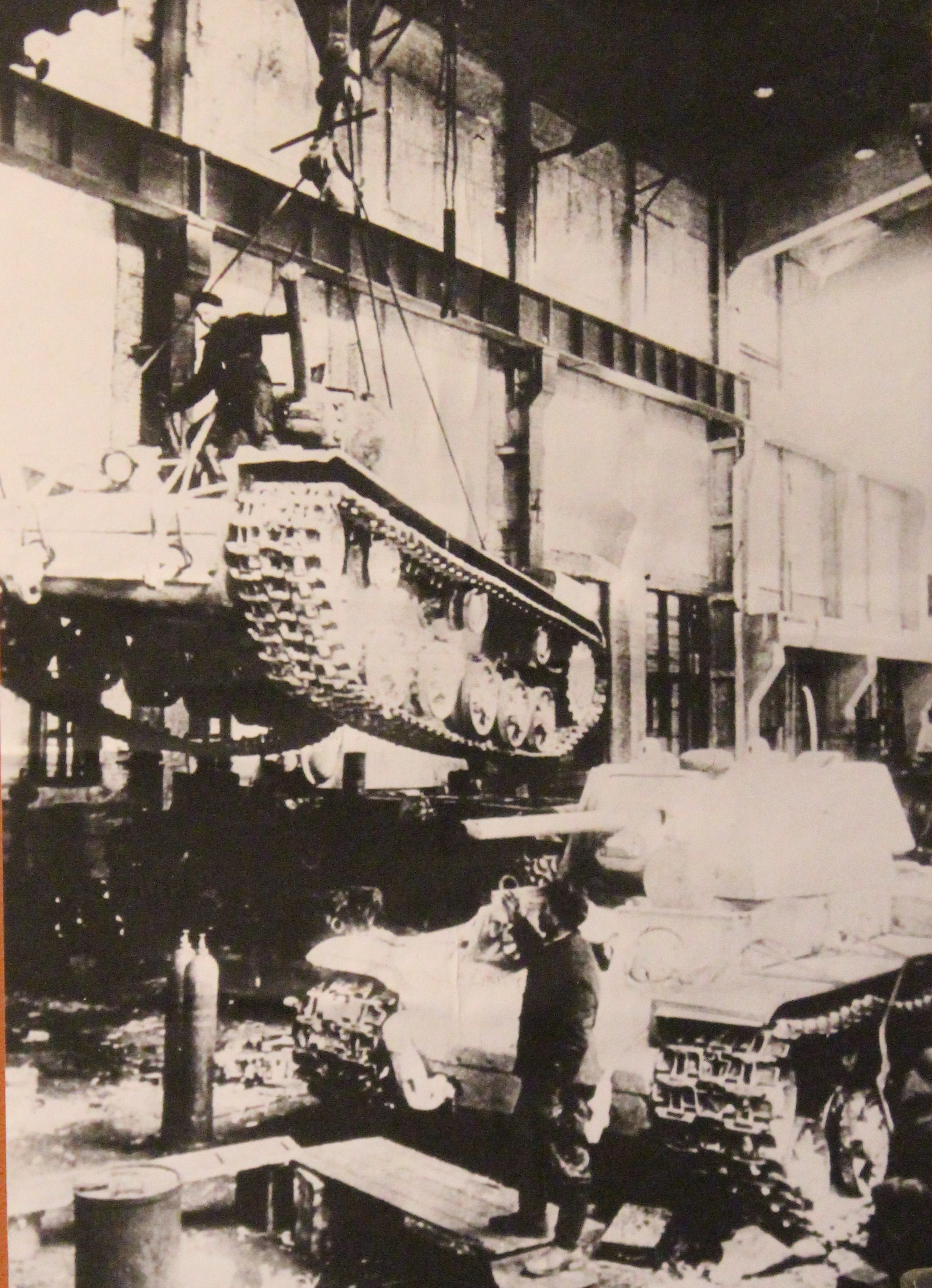
Le linee produttive di carri pesanti KV-1 delle officine Kirov.

I capi dello stato sovietico il 25 giugno 1941 ordinarono ai dirigenti delle officine Kirov di iniziare la produzione in massa dei carri pesanti KV; gli operai lavoravano a turni continui per 24 ore al giorno e riuscirono rapidamente a raddoppiare la produzione, ma fin dal 23 giugno, il giorno seguente l'inizio dell'operazione Barbarossa, Stalin aveva ordinato al direttore della fabbrica, I. M. Zaltzman, e all'ingegnere Z. A. Kotin, di recarsi immediatamente a Čeljabinsk per approntare piani di emergenza per il possibile trasferimento dello stabilimento negli Urali. Zaltzman e Kotin giunsero sul posto e ritennero tecnicamente possibile ricostruire la fabbrica e sviluppare la sua produzione a Čeljabinsk.
A metà ottobre 1941 la dirigenza politico-militare sovietica diede quindi inizio all'evacuazione delle officine Kirov; con la massima urgenza, mentre la città stava per essere completamente circondata dalle truppe tedesche e finlandesi, la fabbrica venne smontata, caricata su mezzi ferroviari pesanti e trasferita negli Urali insieme a gran parte dei tecnici e degli operai addetti (circa 15.000 persone) alla produzione. Gli impianti delle officine Kirov, appena giunti negli Urali, furono integrati nella preesistente fabbrica di trattori di Čeljabinsk (ChTZ), e costituirono, insieme alla fabbrica di motori Diesel di Char'kov, che era stata a sua volta evacuata, il nuovo gigantesco complesso produttivo della cosiddetta fabbrica N. 100 di macchinari pesanti di Čeljabinsk (ChZTM o ChKZ) che divenne presto nota in tutta l'Unione Sovietica come Tankograd ("città dei carri armati"), per la enorme concentrazione di linee produttive per la fabbricazione di mezzi corazzati.

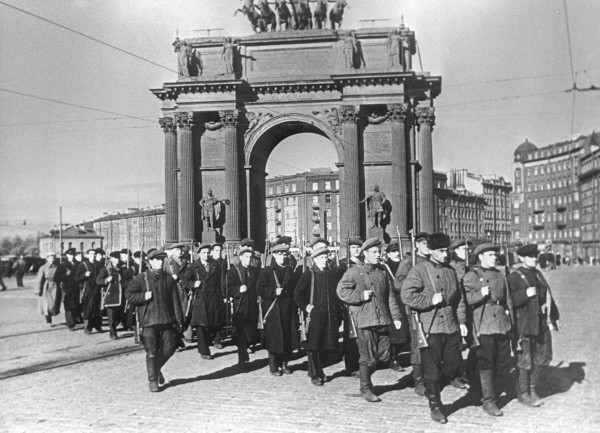
Operai della fabbrica Kirov marciano verso il fronte nel 1942 durante l'assedio di Leningrado.

A Tankograd ebbe subito inizio la produzione in massa per l'impiego bellico che raggiunse risultati quantitativi straordinari e continuamente crescenti. Fino alla fine della guerra dagli impianti di Čeljabinsk uscirono i potenti carri pesanti KV-1 e JS I e II e numerosi modelli di ottimi cannoni semoventi e cacciacarri. Secondo i dati sovietici, gli stabilimenti Kirov, prima a Leningrado e poi a Čeljabinsk, produssero nel corso della seconda guerra mondiale circa 19.000 mezzi corazzati pesanti per l'Armata Rossa che contribuirono fortemente alla vittoria sovietica; questi dati produttivi rappresentano circa il 20% della produzione totale di mezzi corazzati dell'Unione Sovietica nel corso della Grande Guerra Patriottica.
Mentre la gran parte degli impianti fu trasferita negli Urali, alcune installazioni, con una parte degli operai addetti, rimasero invece a Leningrado e continuarono strenuamente a lavorare per lo sforzo bellico durante l'intero periodo del tragico assedio della città. La fabbrica si trovava praticamente quasi sulla linea dei combattimenti e, mentre una parte degli operai rimasti partecipava alla difesa militare della città, le officine ancora attive si impegnarono nella riparazione dei veicoli dell'esercito e nella produzione di armamenti leggeri per le truppe combattenti. Gli stabilimenti ancora funzionanti a Leningrado furono colpiti durante l'assedio da 770 bombe di aereo e 4680 proiettili d'artiglieria; 139 lavoratori rimasero uccisi e 788 feriti. Per il valore dimostrato dalle sue maestranze e l'importante servizio prestato per lo sforzo bellico, la fabbrica Kirov ricevette la decorazione dell'Ordine della Guerra patriottica di I classe.

### Dalla fine della guerra al 1992

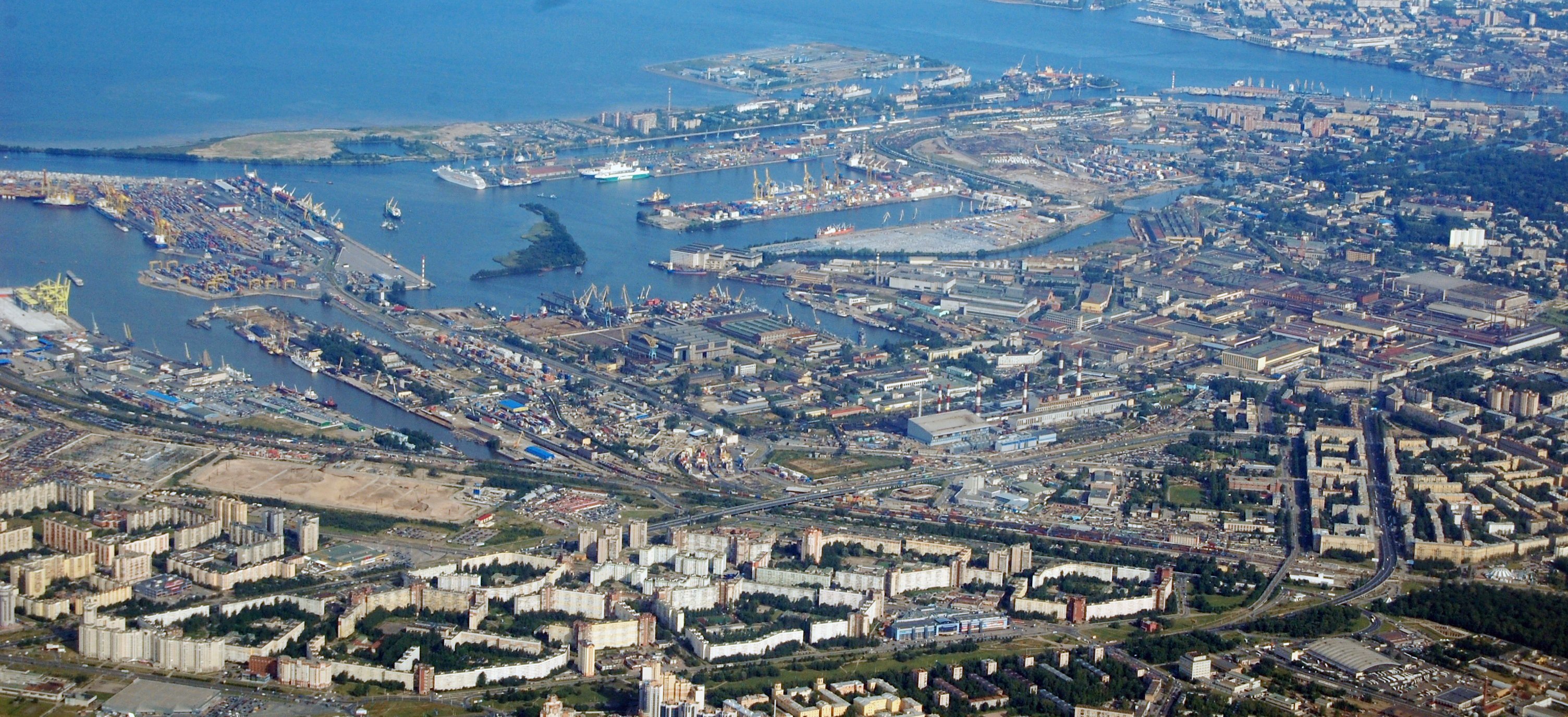
Panorama del quartiere settentrionale Kirov di San Pietroburgo con gli stabilimenti Kirov visibili a destra.

Dopo la vittoria nella seconda guerra mondiale, l'apparato produttivo sovietico venne riorganizzato e buona parte degli stabilimenti evacuati furono riportati nelle loro sedi originali per contribuire alla ripresa produttiva delle regioni devastate dal conflitto. A partire dal 1948, gli impianti delle officine Kirov trasferite a Čeljabinsk ritornarono completamente a Leningrado, tranne alcuni complessi per la produzione dei mezzi corazzati che invece furono spostati in Siberia, ad Omsk. Lo stabilimento Kirov, ritornato a Leningrado, riprese l'attività produttiva e diversificò le sue attività.
Nel quadro dell'importantissimo programma nucleare sovietico, le officine progettarono e iniziarono a produrre nel 1954 le grandi centrifughe necessarie per l'arricchimento dell'uranio mentre nel 1957 le turbine prodotte dalle Kirov furono impiegate per la propulsione nucleare della nave rompighiaccio "Lenin".
Le officine Kirov, oltre a sviluppare le nuove tecnologie, continuarono anche la produzione metalmeccanica tradizionale: dal 1948 al 1951 vennero prodotti i trattori cingolati modello KT-12, mentre nel 1964 iniziò la produzione in serie dei moderni trattori Kirovets. Fino alla dissoluzione dell'Unione Sovietica, gli stabilimenti Kirov rimasero un centro fondamentale della produzione meccanica pesante del sistema economico pianificato; la fabbrica ricevette numerosi riconoscimenti per la sua efficienza e produttività: due volte l'Ordine di Lenin, l'Ordine della Bandiera rossa, l'Ordine della Rivoluzione d'ottobre, l'Ordine dell'Amicizia tra i popoli e l'Ordine della Guerra patriottica.

### Dal 1992

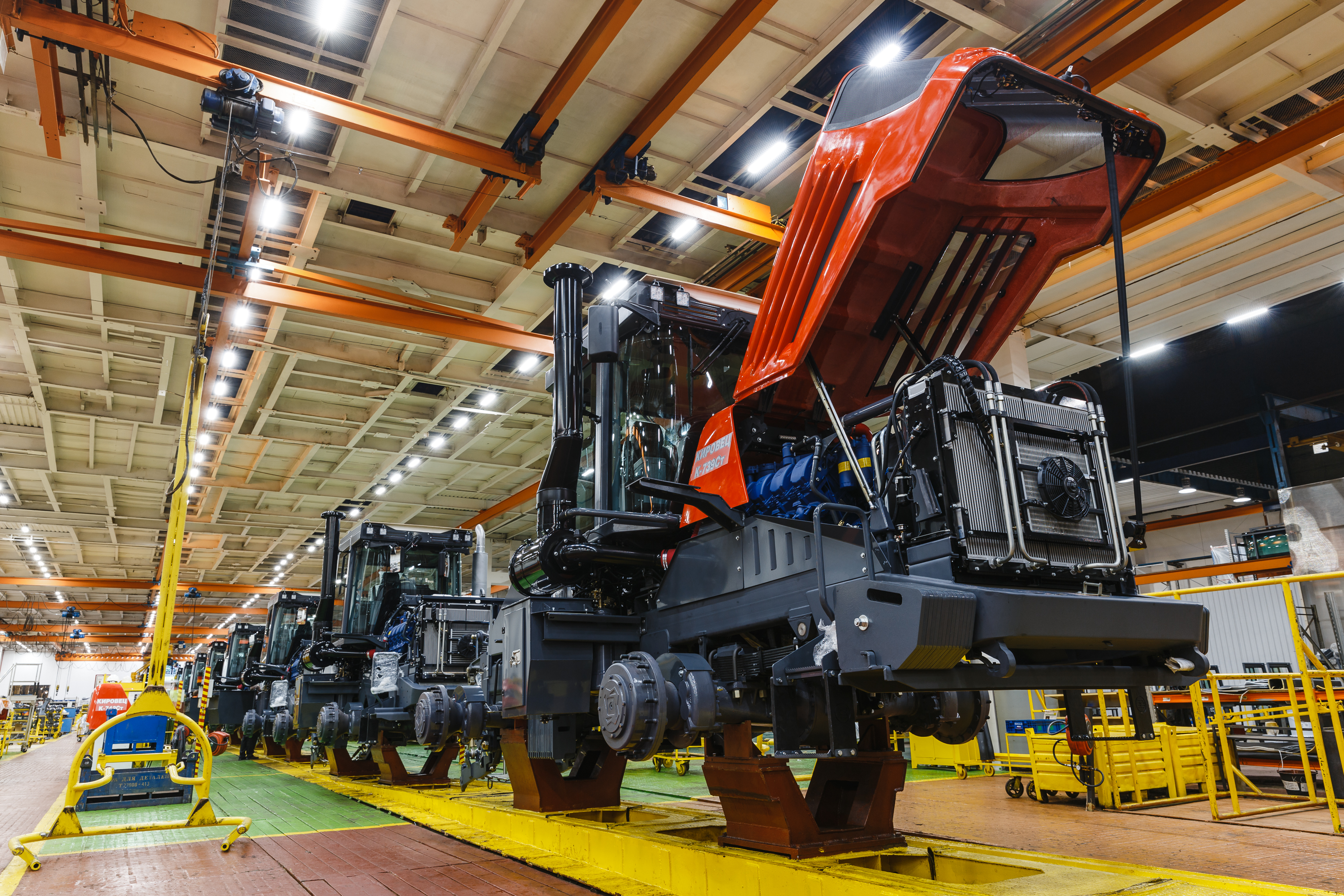
Le linee di produzione dei trattori alla officine Kirov.

Dopo lo scioglimento dell'Unione Sovietica le officine Kirov hanno trascorso un difficile periodo di riorganizzazione tecnica, amministrativa e finanziaria; gli stabilimenti sono stati privatizzati e immessi sul mercato; il capitale sociale è stato suddiviso: il 78,41% è di proprietà di una società anonima, il 12,94% è posseduto da Larissa Semenenko e il 5,21% da Georgij Semenenko; nel 2008 la banca svizzera UBS è entrata nell'assetto societario con l'acquisizione di oltre il 18% del pacchetto azionario.
Le officine Kirov attualmente continuano la produzione di macchine agricole e trattori; nel 2008 il tribunale federale russo ha riconosciuto all'azienda di San Pietroburgo la proprietà esclusiva del marchio "Kirovets" che identifica i veicoli prodotti per il settore agricolo. Negli stabilimenti, situati su oltre 200 ettari nel quartiere settentrionale Kirov della città, si producono inoltre impianti e macchinari per l'industria energetica, nucleare, metallurgica e meccanica. Nel 2010 nelle officine Kirov lavoravano circa 8.000 operai e tecnici.

## Galleria d'immagini

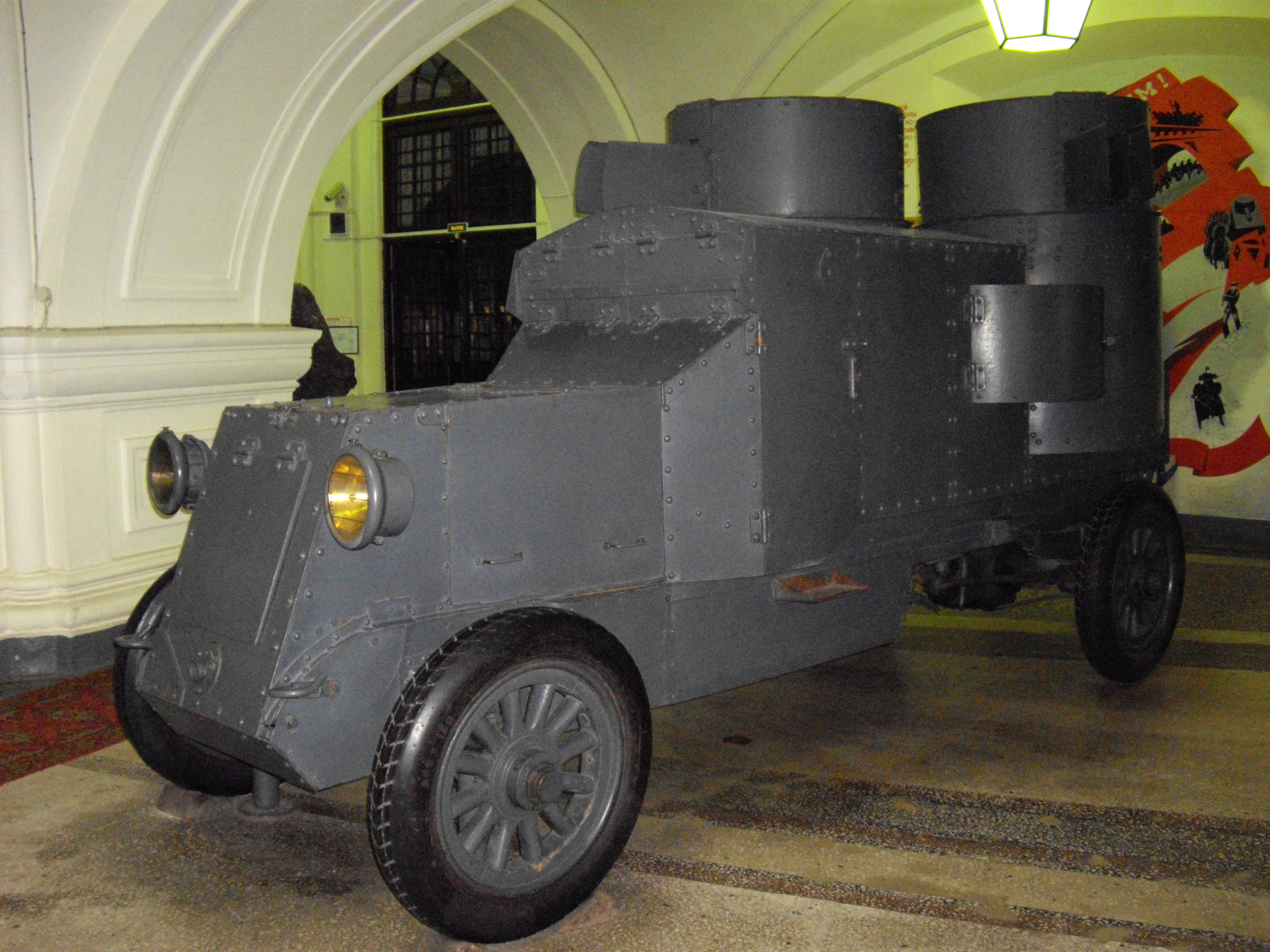
Austin-Putilovets del periodo della Prima guerra mondiale
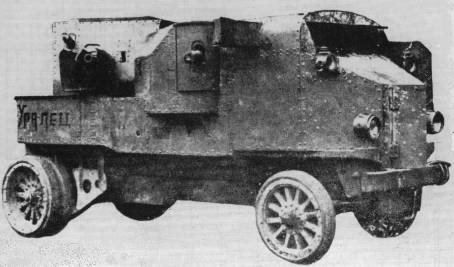
Veicolo corazzato Garford-Putilov
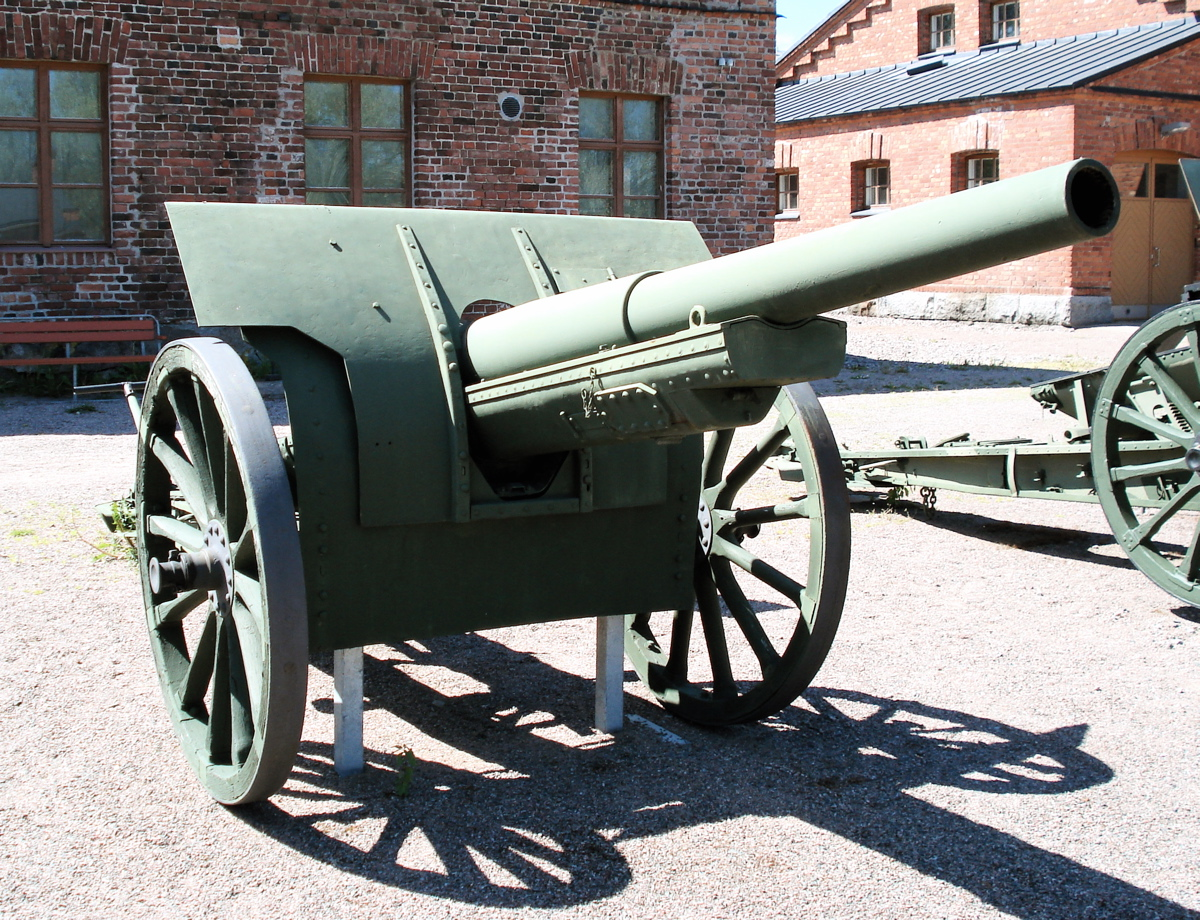
Cannone campale M1910 107 mm
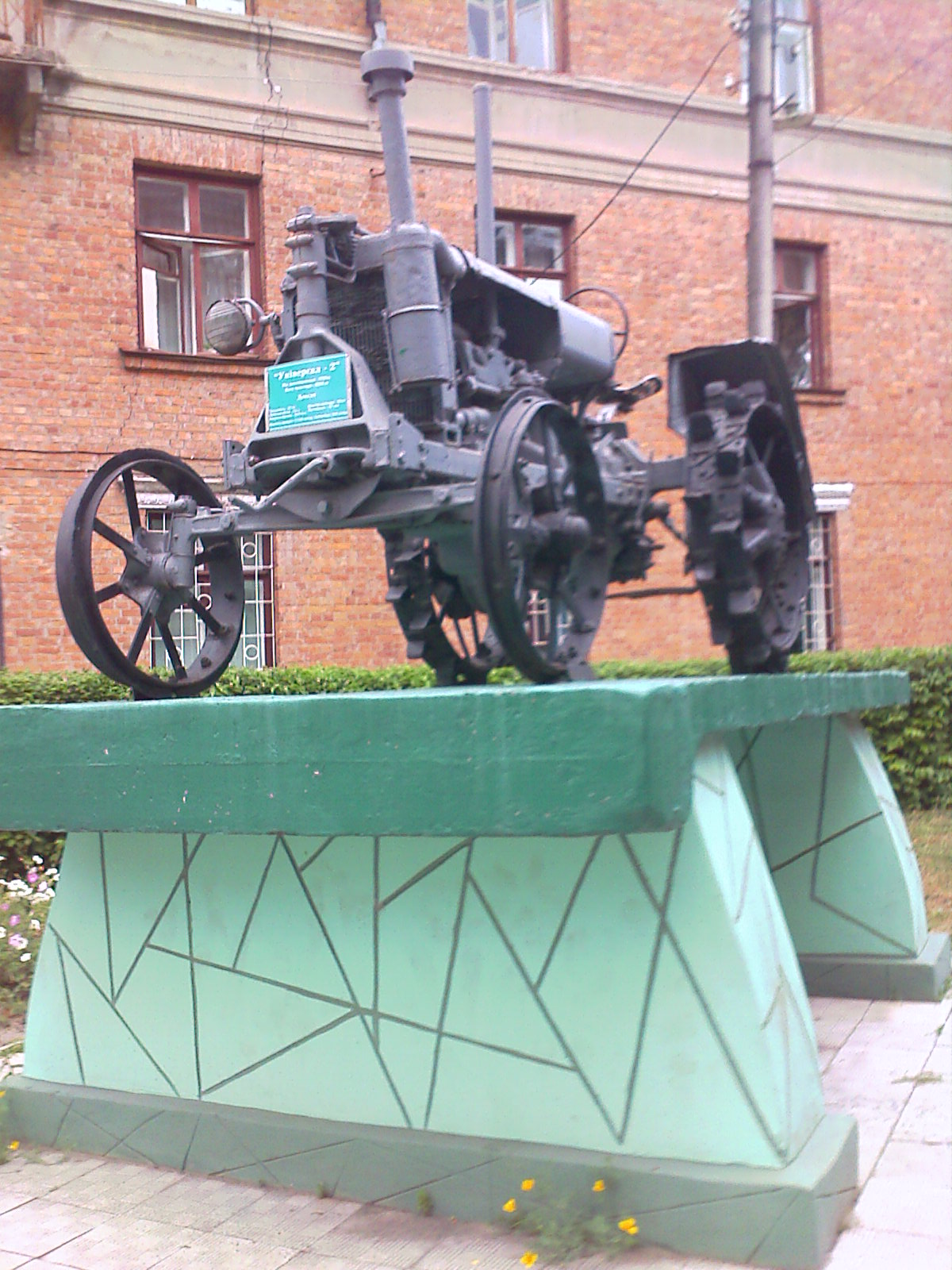
Trattore Universal
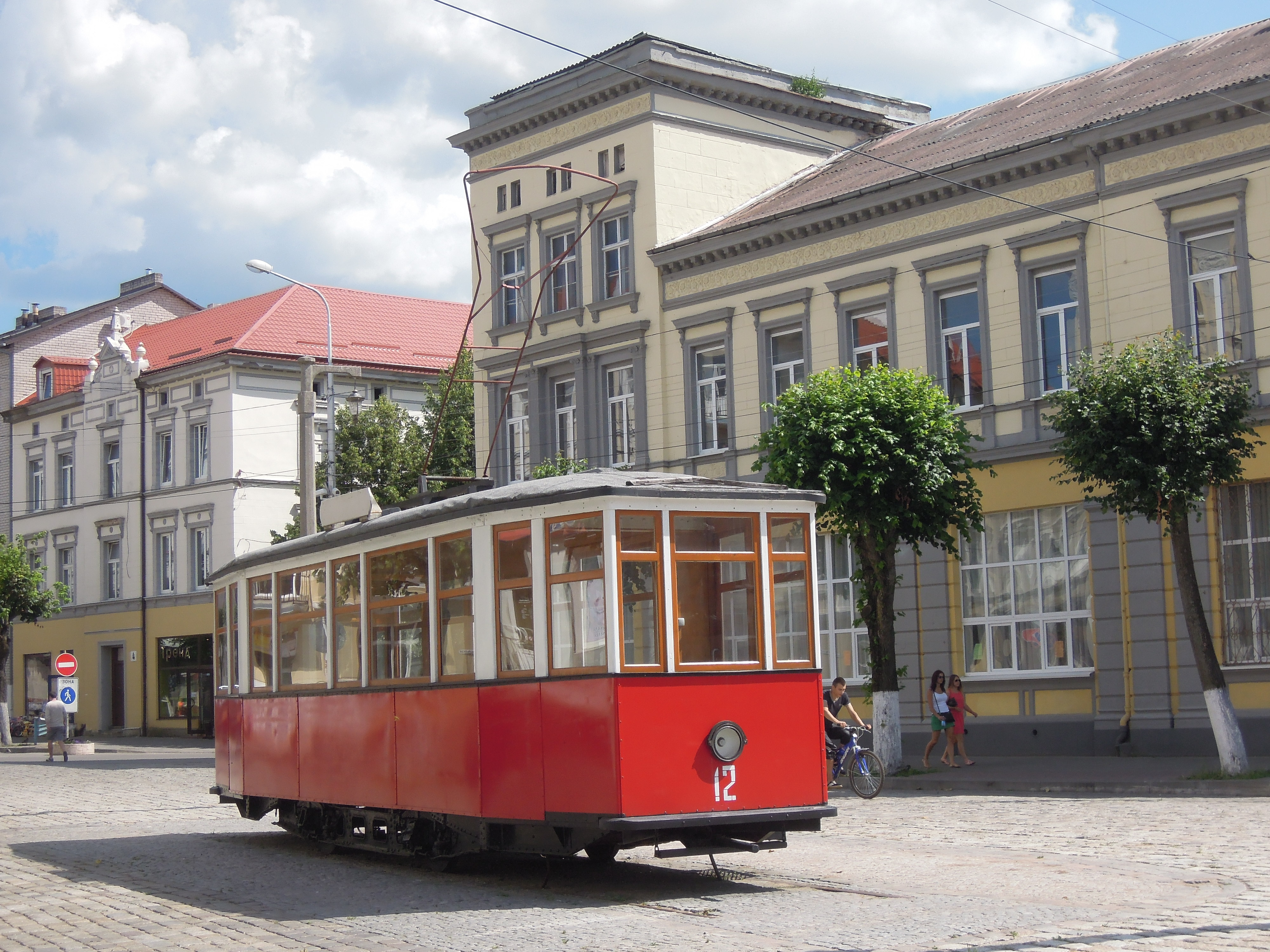
Tram MS-IV
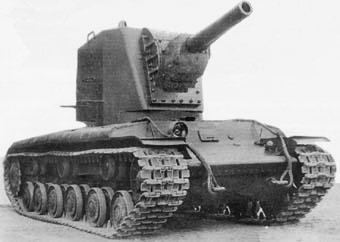
Carro armato pesante KV-2
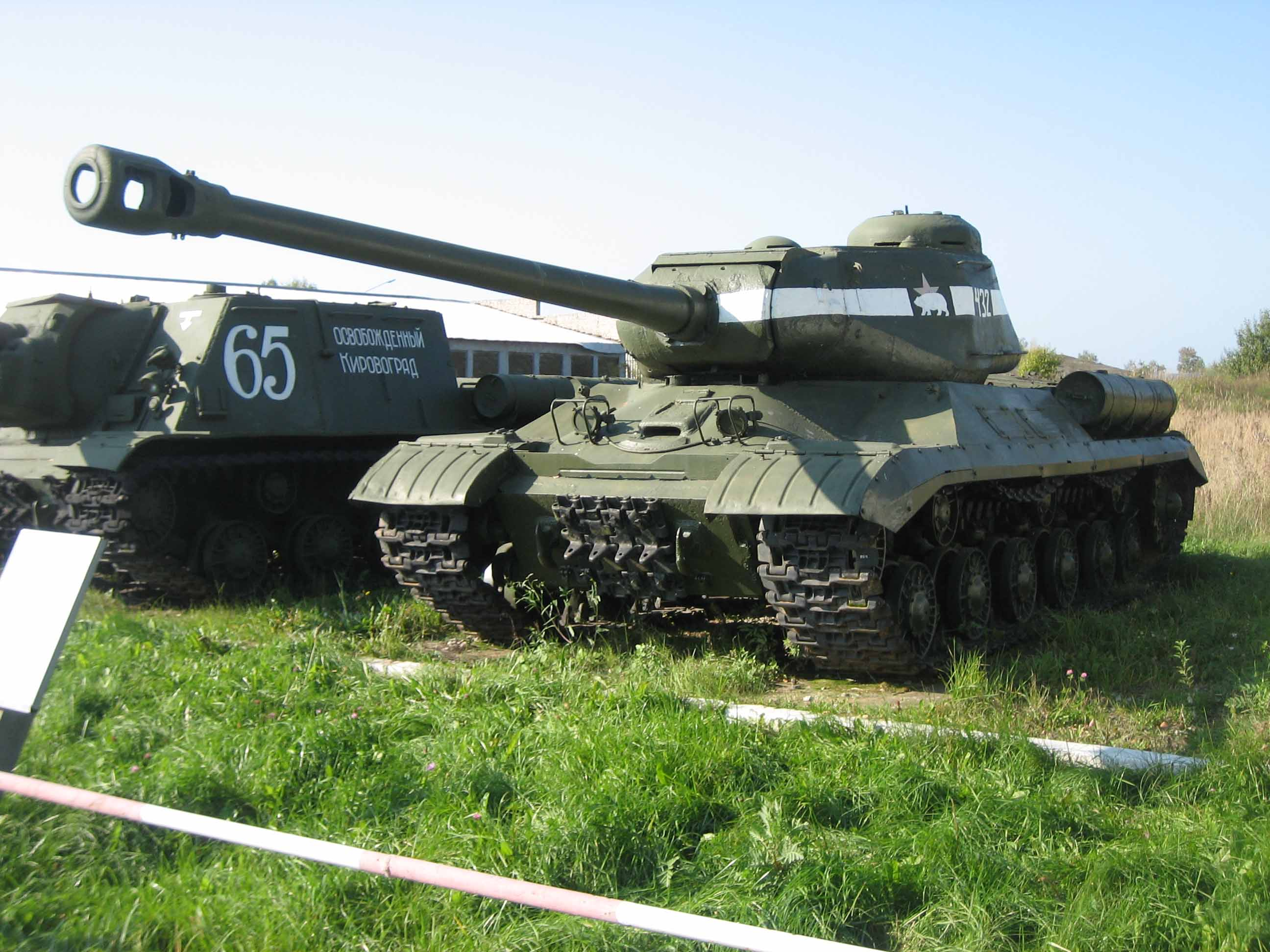
Carro armato pesante JS II
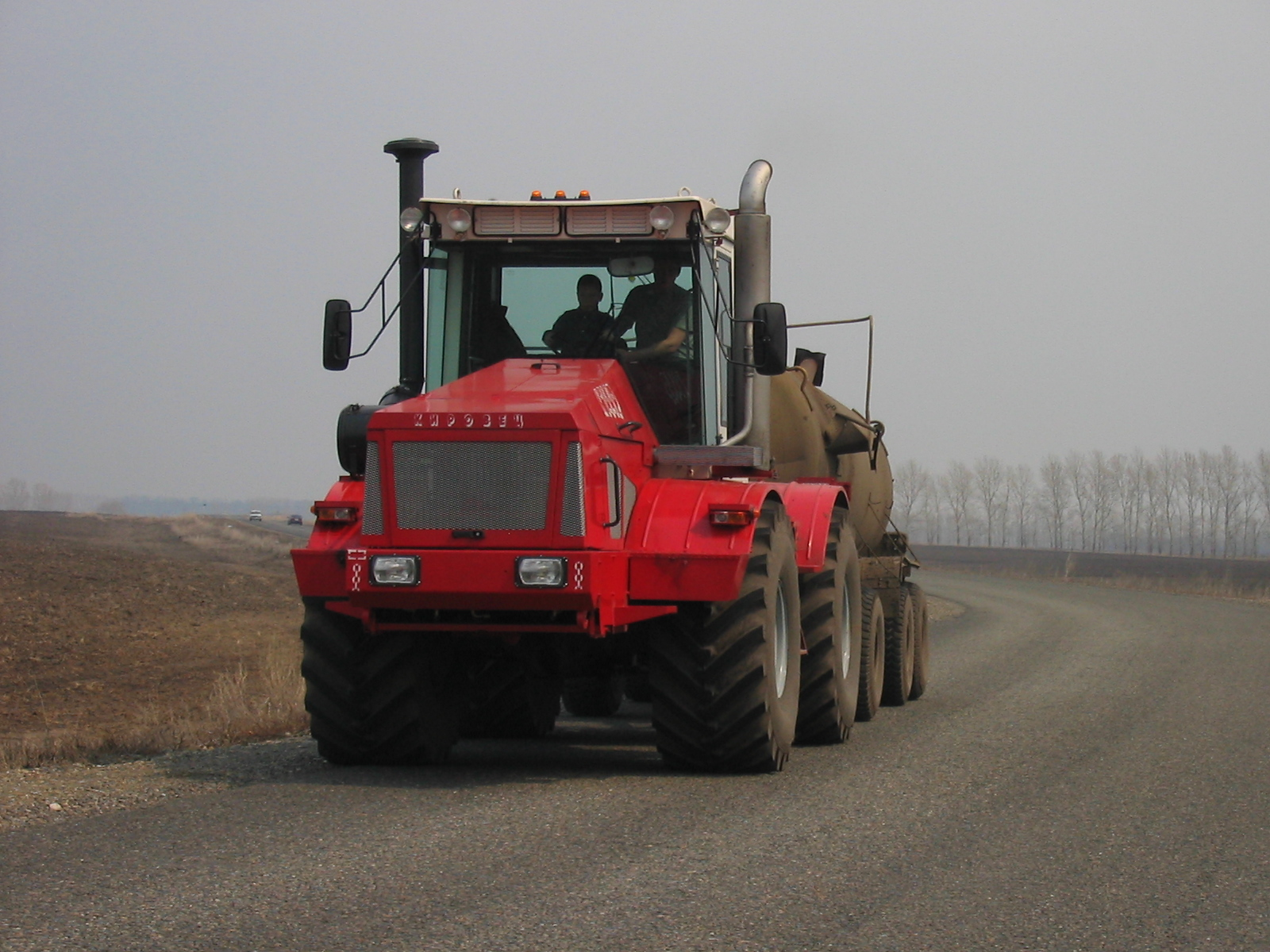
Trattore Kirovets K700
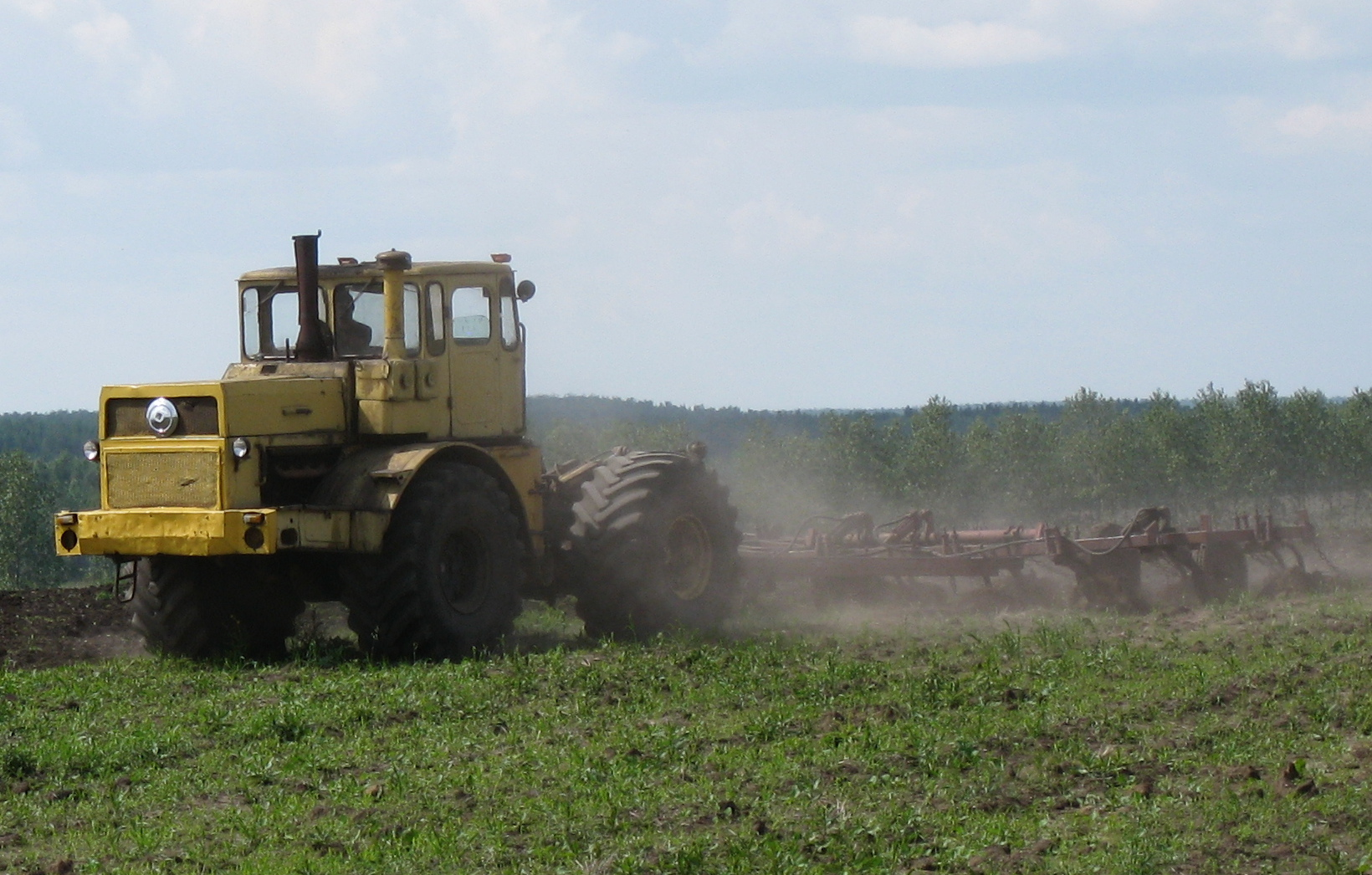
Trattore Kirovets K701
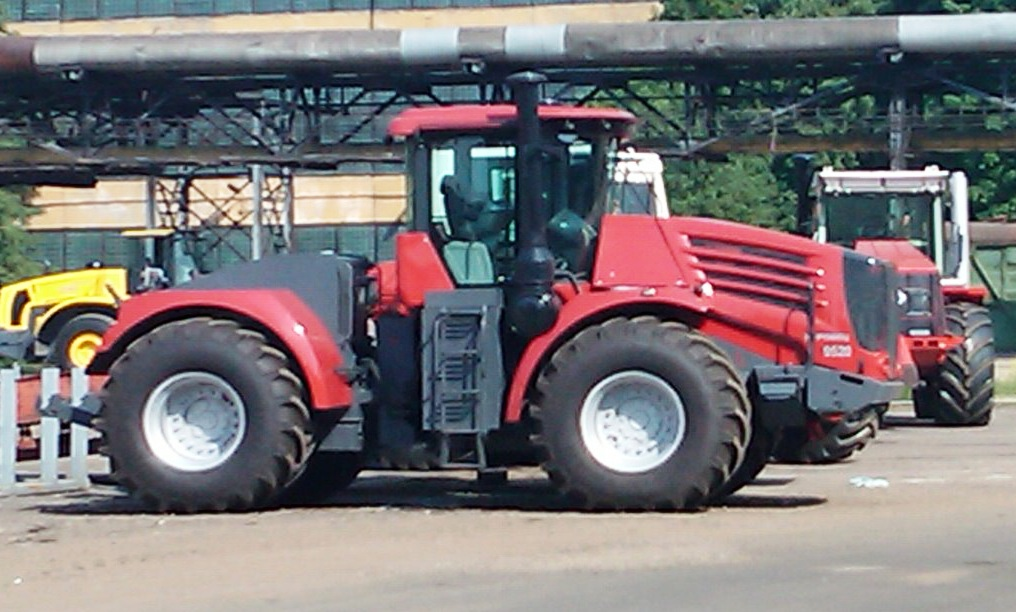
Trattore Kirovets 9000
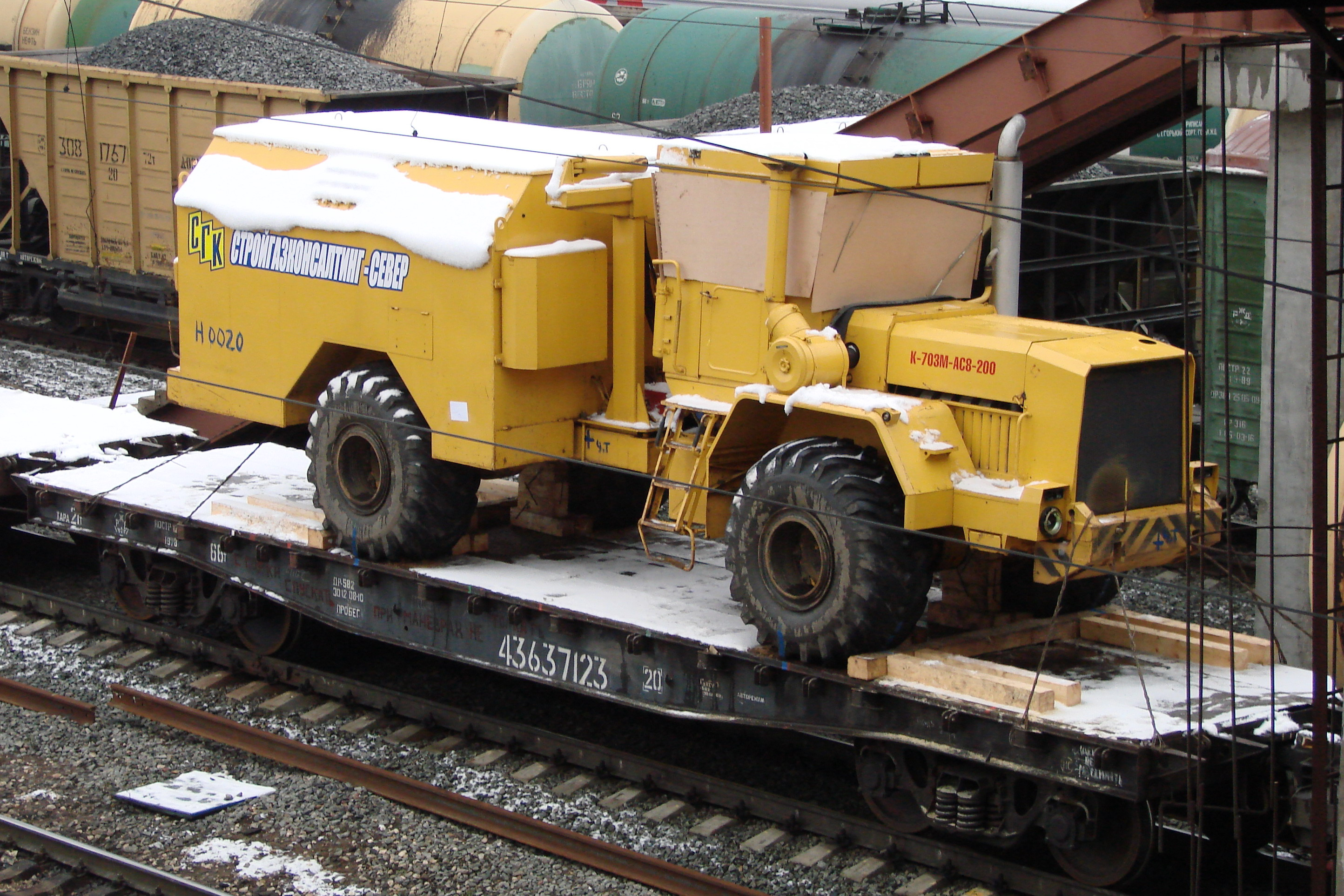
Trattore K703M
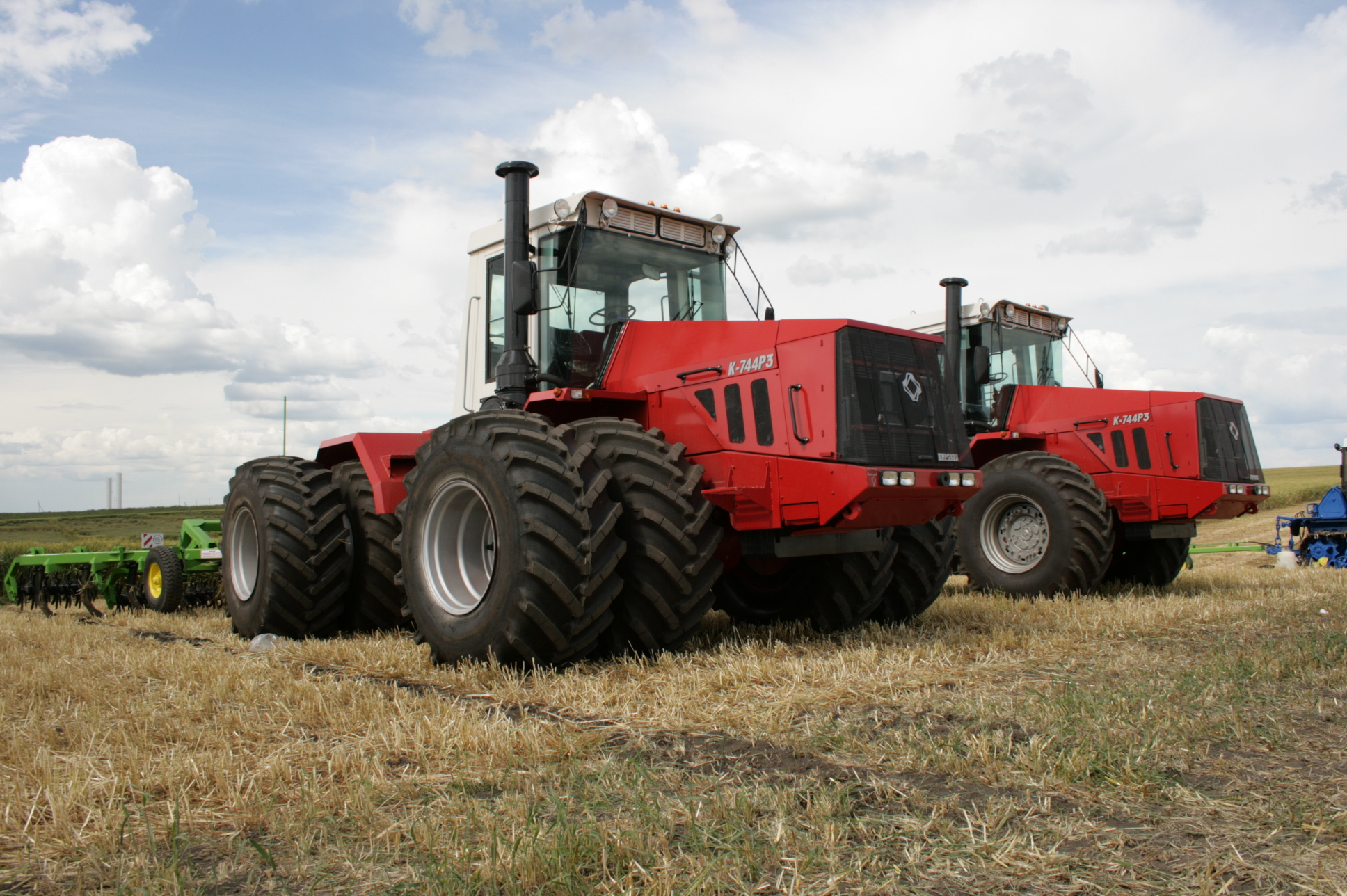
Trattore KIrovets K744R
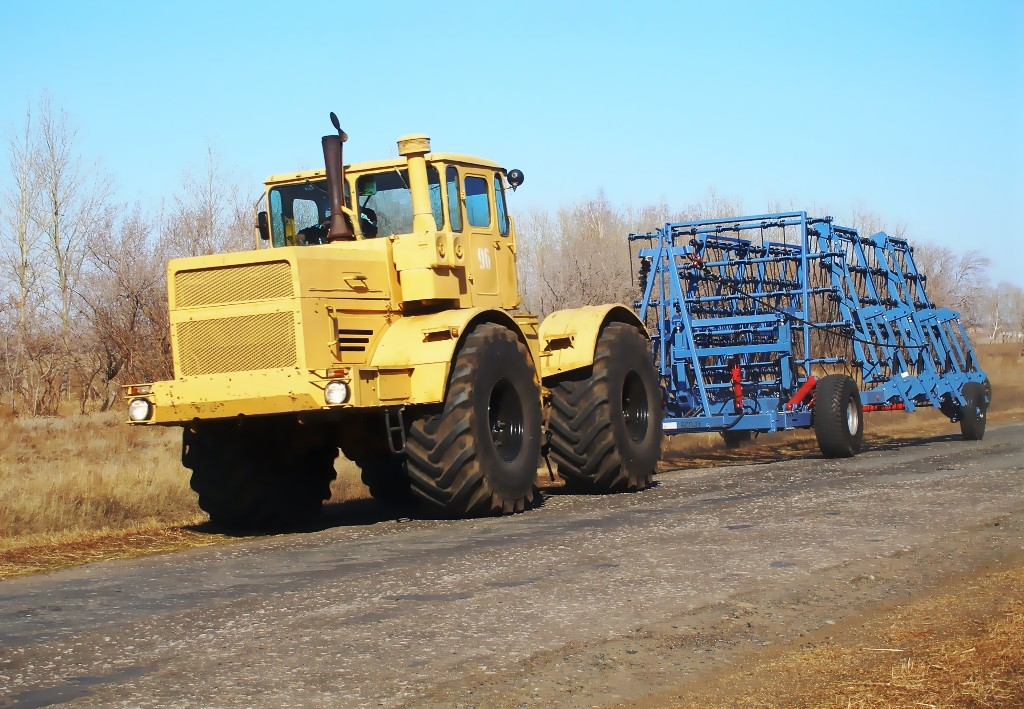
Trattore Kirovets K700
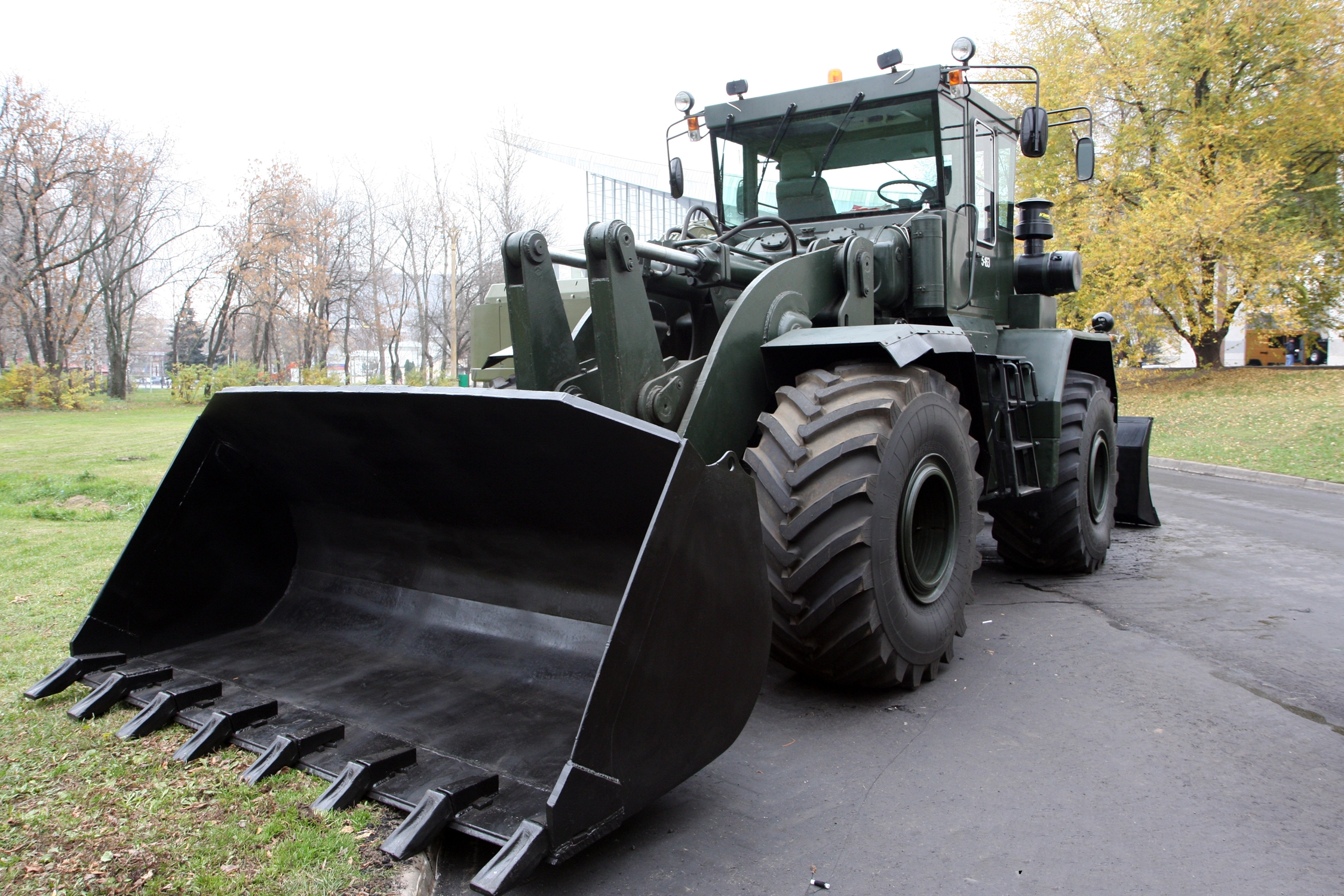
Bulldozer K702